# Joan Baez

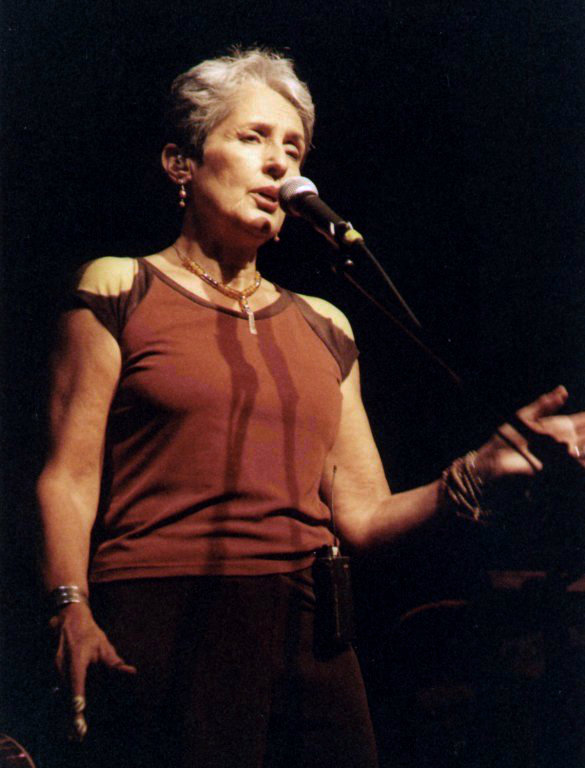
Joan Baez 2003.

Joan Chandos Baez, född 9 januari 1941 på Staten Island i New York, är en amerikansk folkmusiker, gitarrist, kompositör och aktivist för medborgerliga och mänskliga rättigheter. 

## Karriär
Joan Baez debuterade på en festival i Newport år 1959. Hon fick sitt genombrott i början av 1960-talet. Jämte Bob Dylan var hon under denna tid en av förgrundsfigurerna inom amerikansk folkmusik. Till skillnad från Dylan skrev hon väldigt få låtar själv, utan återuppväckte i början av sin karriär amerikanska folkvisor utan kända ursprungsförfattare, för att sedan göra egna versioner av andra jämlika artisters låtar. Albumet Baez sings Dylan är ett album där alla låtar är skrivna av Bob Dylan. Love is just a four-letter word är en av dessa. Denna låt släpptes aldrig av Bob Dylan, utan gavs bort till Joan Baez som sedan stod som originalartist.
Baez är känd för sin höga, ljusa och klara stämma och ackompanjerar sig själv på akustisk gitarr. Bland hennes mest kända inspelningar märks Silver Dagger, Farewell Angelina, Donna Donna, The Night They Drove Old Dixie Down och Diamonds and Rust. Hon talar  spanska flytande, och har spelat in spanska låtar som den välkända folkvisan Guantanamera. Hon är känd för sitt politiska engagemang, bland annat för medborgerliga och mänskliga rättigheter, pacifism samt inom miljörörelsen. Som många andra folkmusiker på denna tid var hon även starkt engagerad i politiska frågor som rörde rassegregeringen i USA och Vietnamkriget. År 1963 deltog Baez, med bland andra Bob Dylan, i Marschen till Washington för arbete och frihet, där flera freds- och protestlåtar framfördes, samt Martin Luther King höll sitt berömda tal I have a dream.
Trots att Bob Dylan blev mer känd på den internationella scenen, var det Baez som bjöd in honom att uppträda med henne innan han hade slagit igenom. Det ryktades stort om att de hade en relation, samtidigt som Bob Dylan fortfarande hade en relation med Suze Rotolo. Detta uppmärksammades stort, men slutade när deras gemensamma turnéer upphörde. Med rykten om bråk mellan de två musikerna gick de skilda vägar. Baez uttryckte att hon kände sig orättvist behandlad, något som hon långt senare fick en ursäkt för i dokumentären Bob Dylan & Joan Baez (2009). 

## Familj
Joan Baez gifte sig 1968 med David Harris. Paret fick sonen Gabriel Harris tillsammans. De skilde sig 1973. Baez hade även en yngre syster vid namn Mimi Fariña, också folkmusiksångare, som avled 2001.

## Diskografi
- Joan Baez (1960)
- Joan Baez, Vol. 2 (1961)
- Joan Baez in Concert, Pt. 1 (1962)
- Joan Baez in Concert, Pt. 2 (1963)
- Joan Baez 5 (1964)
- Joan Baez in San Francisco (1964)
- Farewell, Angelina (1965)
- Noël (1966)
- Joan (1967)
- Baptism (1968)
- Any Day Now (1968)
- David's Album (1969)
- One Day at a Time (1970)
- Blessed Are... (1971)
- Carry It On (1971)
- Come from the Shadows (1972)
- Where Are You Now, My Son? (1973)
- Gracias a la Vida (1974)
- Diamonds & Rust (1975)
- From Every Stage (1976)
- Gulf Winds (1976)
- Blowin' Away (1977)
- Honest Lullaby (1979)
- Live in Concert: European Tour (1980)
- Live in Europe '83: Children of the Eighties (1983)
- Recently (1988)
- Diamonds & Rust in the Bullring (1989)
- Speaking of Dreams (1989)
- Play Me Backwards (1992)
- Ring Them Bells (1995)
- Live at Newport (1996)
- Gone from Danger (1997)
- Dark Chords on a Big Guitar (2003)
- Bowery Songs (2005)
- Day After Tomorrow (2008)
- Whistle Down the Wind (2018)

## Priser och utmärkelser
Joan Baez har under sin karriär blivit nominerad och tilldelats ett antal priser och utmärkelser, bland annat 2007 när hon blev tilldelad en Grammy Lifetime Achievement Award.
Joan Baez blev invald i Rock and Roll Hall of Fame 2017.  Hon fick även, tillsammans med bandet Koma NurDil, ta emot 2017 års Joe Hill Memorial Music Award. 